# Saison cyclonique 2023 dans l'océan Atlantique nord
La saison cyclonique 2023 dans l'océan Atlantique nord est la saison des ouragans atlantiques qui officiellement se déroule selon l'Organisation météorologique mondiale du 1er juin 2023 au 30 novembre 2023 (les dates réelles varient d'année en année), mais pour laquelle des prévisions météorologiques tropicales sont régulièrement publiées dès le 15 mai. Le National Hurricane Center (NHC) américain émet des avis et avertissements visant ce bassin océanique pour les cyclones tropicaux mais également, depuis 2017, pour des « cyclones tropicaux potentiels »,. Les avis pour ces tempêtes potentielles ont le même contenu que les avis normaux mais incluent la probabilité de développement.
Un centre dépressionnaire à la mi-janvier a été réanalysé en mai par le National Hurricane Center qui a conclu que c'était une tempête subtropicale et le premier système de 2023. Le NHC ne lui a cependant pas donné de nom. Le second système et premier nommé, la tempête tropicale Arlene, est apparu le jour de l'ouverture de la saison officielle, soit le 1er juin 2023. Seulement trois autres cyclones tropicaux inhibés par le cisaillement des vents se sont formés en juin et juillet dont deux qui se sont développés à l'est des Caraïbes en juin, une première pour un mois dans les annales grâce à la température de l'Atlantique tropical qui était anormalement chaude. À partir de la mi-août, les systèmes se sont multipliés, favorisés par la température anormalement chaude de l'océan. Cependant, la plupart sont restés en mer dans l'Atlantique avec peu de formations dans les Caraïbes.
Parmi les tempêtes qui ont touché terre, on compte en août la tempête tropicale Harold dans le sud du Texas le 22 août, Franklin le 23 en République dominicaine sous la forme d'une tempête tropicale et l'ouragan Idalia en Floride en tant qu'ouragan de catégorie 3 à la fin août. En septembre, il y a eu Lee qui s'est rapidement intensifié pour devenir un ouragan de catégorie 5, le plus intense de la saison, mais avait perdu de son intensité quand il a touché le Canada atlantique sous la forme d'un puissant cyclone extratropical. On compte également les tempêtes tropicales Ophelia et Philippe, ainsi que l'ouragan Tammy et la dépression Vingt-et-un. La saison s'est terminée le 29 octobre avec Tammy, bien qu'un autre système potentiel ait été suivi en mi-novembre.
Comme mentionné ci-dessus, la saison a été très active avec 21 systèmes tropicaux, dont 7 ouragans, et un autre système potentiel. L'énergie cumulative des cyclones tropicaux (ACE) a été de 30 % au-dessus de la normale. Cependant, le peu de systèmes qui ont touché terre ont permis de ne recenser que 16 morts et des dégâts de moins de 5 milliards $US. C'est la première saison depuis celle de 2014 qu'aucun nom n'a été retiré des listes par l'Organisation météorologique mondiale.

## Prévisions
Avant et pendant la saison, plusieurs services météorologiques nationaux et agences scientifiques prévoient combien de tempêtes tropicales, d'ouragans et d'ouragans majeurs (Catégorie 3 ou plus sur l'échelle de Saffir-Simpson) se formeront pendant une saison. Ces organismes comprennent le Consortium sur les risques de tempête tropicale (TSR) du University College de Londres, le National Weather Service de la National Oceanic and Atmospheric Administration (NOAA) américaine et l'Université d'État du Colorado (CSU). Les prévisions comprennent des changements hebdomadaires et mensuels des facteurs importants qui influencent ce nombre.
Certaines de ces prévisions prennent également en compte ce qui s'est passé au cours des saisons précédentes et l'état du cycle de l'ENSO comme la présence d'un événement La Niña ou El Niño. En moyenne, une saison des ouragans de l'Atlantique entre 1981 et 2010 a comporté douze tempêtes tropicales, six ouragans et trois ouragans majeurs, avec un indice d'énergie cyclonique accumulée (ACE) compris entre 66 et 103 unités. Ces chiffres ont augmenté durant la période 1991 à 2020.

### Prévisions d'avant saison
| Source                                                  | Date                                        | Tempêtes nommées | Ouragans         | Ouragans majeurs         | Réf.              |
| ------------------------------------------------------- | ------------------------------------------- | ---------------- | ---------------- | ------------------------ | ----------------- |
| TSR                                                     | 6 décembre 2022 6 avril 2023 7 juillet 2023 | 13 12 17         | 6 8              | 3 2 3                    | [ 5 ] [ 6 ] [ 7 ] |
| CSU                                                     | 13 avril 2023 6 juillet 2023                | 13 18            | 6 9              | 2 4                      | [ 8 ] [ 9 ]       |
| NCSU                                                    | 13 avril 2023                               | 11 à 15          | 6 à 8            | 2 à 3                    | [ 10 ]            |
| Met Office                                              | 26 mai 2023                                 | 20 (±6)          | 11 (±3)          | 5 (±2)                   | [ 11 ]            |
| NOAA (NWS)                                              | 25 mai 2023 10 août 2023                    | 12 à 17 14 à 21  | 5 à 9 6 à 11     | 1 à 4 2 à 5              | [ 12 ] [ 13 ]     |
| CEPMMT/ Météo-France                                    | 9 juin 2023                                 | 16 (±4)          | 8 (±3)           | -                        | [ 14 ]            |
| ––––––––––––––––––––––––––––––––––––––––––––––––––––––– |                                             |                  |                  |                          |                   |
|                                                         |                                             | Tempête nommées  | Ouragans         | Ouragan majeurs          | Réf.              |
| Moyenne (1981–2010)                                     | Moyenne (1981–2010)                         | 12,1             | 6,4              | 2,7                      | ,                 |
| Moyenne (1991–2020)                                     | Moyenne (1991–2020)                         | 14,4             | 7,2              | 3,2                      | [ 17 ]            |
| Record d'activité maximum                               | Record d'activité maximum                   | 30 (saison 2020) | 15 (saison 2005) | 7 (saisons 2005 et 2020) | [ 4 ]             |
| Record de plus faible activité                          | Record de plus faible activité              | 4 (saison 1983)  | 2 (saison 1982)  | 0 (saison 1994)          | [ 4 ]             |

Le 6 décembre 2022, Tropical Storm Risk (TSR) a publié ses premières prévisions concernant la saison 2023 et s'attend à ce que la saison soit inférieure de 15 % à la moyenne et qu'il y ait 13 tempêtes nommées avec 6 ouragans, dont 3 ouragans majeurs, à cause de conditions de La Niña étant prévu de faiblir pour devenir neutres au printemps 2023 et passer à la limite des conditions El Niño à l'été 2023, ce qui favorise une force accrue des alizés et un cisaillement vertical du vent plus élevé sur l'Atlantique Nord tropical et la mer des Caraïbes où les ouragans se forment.
Le TSR a mis à jour sa prévision le 6 avril 2023, ajustant légèrement les chiffres à 12 tempêtes nommées, 6 ouragans et 2 ouragans majeurs. Le 13 avril, les chercheurs de la CSU ont publié leur prédiction de 13 tempêtes nommées, 6 ouragans, 2 ouragans majeurs et un indice ACE de 100 unités. Le même jour, l'université d'État de Caroline du Nord (NCSU) a prédit de 11 à 15 tempêtes nommées dont 6 à 8 ouragans comptant 2 à 3 majeurs. Alors que la plupart des organisations ont exprimé une confiance croissante dans le développement d'un événement El Niño, qui inhibe généralement l'activité des ouragans de l'Atlantique, la CSU a noté que des températures océaniques bien supérieures à la moyenne dans le bassin atlantique pourraient compenser si le El Niño est faible.
Le 25 mai, la NOAA a publié ses prévisions pour la saison des ouragans 2023 : à 12 à 17 tempêtes nommées, 5 à 9 ouragans et 1 à 4 ouragans majeurs. Il a été mentionné que l'écart dans les prévisions était important et qu'il y avait 40 % de chances d'une saison proche de la normale contre 30 % chacun pour une saison supérieure à la moyenne et une saison inférieure à celle-ci. Comme pour d'autres organismes mentionnés antérieurement, la raison de cette incertitude est la contradiction entre les températures océaniques bien supérieures à la moyenne dans le bassin atlantique, qui pourraient entraîner une plus grande activité, et le phénomène El Niño en développement qui a l'effet inverse.
Le 26 mai, le Met Office britannique a lui aussi émis ses prévisions de loin supérieures aux autres centres, soit de 20 (±6) tempêtes tropicales nommées, de 5 (±3) ouragans dont 5 (±2) seraient majeurs. De plus, l'énergie totale (ACE) de ces systèmes était prévue à 222. L'organisme a estimé que les températures de l'Atlantique domineront l'activité car l'El Niño ne produirait qu'un faible cisaillement. De leur côté, Météo-France et le CEPMMT prédisaient le 9 juin une activité proche de la normale par rapport aux 30 dernières années avec 16 systèmes nommés (±4), dont 8 ouragans (±3) et un ACE de 148.

### Mises à jour durant la saison
Le 6 juillet, le CSU a publié une mise à jour augmentant leur nombre, prédisant une saison très active avec 18 tempêtes nommées, 9 ouragans et 4 ouragans majeurs, ainsi qu'un indice ACE de 160 unités. Alors que le groupe anticipait toujours un El Niño robuste pour le pic de la saison des ouragans atlantiques, causant un cisaillement défavorable, la majeure partie du bassin océanique battait des records de température de surface de la mer qui compenserait favorablement pour le développement de cyclones. Le lendemain, TSR a publié a mis à jour sa prévision pour une année légèrement supérieure à la moyenne avec 17 tempêtes nommées, 8 ouragans et 3 ouragans majeurs, ainsi qu'un indice ACE de 125 pour les mêmes raisons.
Le 10 août, la NOAA a relevé ses prévisions et annoncé qu'il y avait 60 % de chances que la saison soit supérieure à la moyenne, prévoyant de 14 à 21 tempêtes nommées avec 6 à 11 ouragans dont 2 à 5 majeurs. Ils ont déclaré qu'ils s'attendaient à ce que l'El Niño en cours persiste tout au long de la saison mais que la réponse atmosphérique à ce phénomène avait mis du temps à s'installer et le rendait peu susceptible de restreindre l'activité des ouragans dans l'Atlantique.

## Noms des tempêtes
La liste des noms utilisée pour nommer les tempêtes et les ouragans pour 2023 sera la même que celle de la saison cyclonique 2017, sauf Harold, Idalia, Margot et Nigel qui ont remplacé respectivement Harvey, Irma, Maria et Nate qui ont été retirés à cause de leurs impacts. Les noms utilisés en 2023 qui pourraient faire l'objet d'un retrait à cause de leurs effets seront annoncés au printemps 2024 lors de la réunion de l'Organisation météorologique mondiale.
Depuis 2021, le comité sur les ouragans de l'Organisation météorologique mondiale a décidé de ne plus utiliser des noms provenant de l'alphabet grec, utilisation qui a créé certains problèmes antérieurement, au cas où la liste principale serait épuisée comme en 2020. En remplacement, il a été convenu de créer une liste complémentaire de noms par ordre alphabétique pour toutes les lettres de l'alphabet (à l'exclusion des lettres Q, U, X, Y et Z peu usitées).
| TT | Arlene |
| TT | Bret   |
| TT | Cindy  |
| C1 | Don    |

| TT | Emily    |
| C4 | Franklin |
| TT | Gert     |
| TT | Harold   |

| C4 | Idalia |
| TT | Jose   |
| TT | Katia  |
| C5 | Lee    |

| C1 | Margot   |
| C2 | Nigel    |
| TT | Ophelia  |
| TT | Philippe |

| TT  | Rina  |
| TT  | Sean  |
| C2  | Tammy |
| N/D | Vince |

| N/D | Whitney |

| TT | Arlene |
| TT | Bret   |
| TT | Cindy  |
| C1 | Don    |

| TT | Emily    |
| C4 | Franklin |
| TT | Gert     |
| TT | Harold   |

| C4 | Idalia |
| TT | Jose   |
| TT | Katia  |
| C5 | Lee    |

| C1 | Margot   |
| C2 | Nigel    |
| TT | Ophelia  |
| TT | Philippe |

| TT  | Rina  |
| TT  | Sean  |
| C2  | Tammy |
| N/D | Vince |

| N/D | Whitney |

## Chronologie des événements
| D | T | 1 | 2 | 3 | 4 | 5 |

## Résumé de la saison
| Cyclone  | Directs | Indirects | Dommages (Milliards $US) | Réf.   |
| -------- | ------- | --------- | ------------------------ | ------ |
| Franklin | 2       | 0         | 0,090                    | ,      |
| Idalia   | 3       | 6         | 2,2 à 5                  | ,      |
| Lee      | 1       | 2         | >0,050                   | ,      |
| Ophelia  | 0       | 0         | 0,450                    | [ 34 ] |
| 22       | 2       | 0         | N/D                      | [ 35 ] |
| Total    | 8       | 8         | ~3 à 5                   |        |
| Total    | 16      |           | ~3 à 5                   |        |

### Début inhibé
Un système non classifié à la mi-janvier a été réanalysé en mai par le NHC comme la première tempête de la saison. Ce système subtropical n'a cependant jamais reçu de nom. Il a fallu attendre le 1er juin pour la seconde tempête tropicale, Arlene, qui ne dura que 2 jours. Puis deux systèmes suivirent dans la troisième semaine du mois, Bret et Cindy, le premier cas de deux tempêtes tropicales dans l'Atlantique tropical (entre les Antilles et l'Afrique) en juin depuis le début de la tenue des registres en 1851. Il s'agit également d'un rare cas de cyclones tropicaux ou subtropicaux simultanés en juin. Bret et Cindy ont été le résultat de la température anormalement chaude de la mer dans ce secteur mais leur développement a été contrecarré par un fort cisaillement des vents.
Après un hiatus de plus de 3 semaines, Don s'est formé à mi-chemin entre les Bermudes et les Açores le 14 juillet comme un cyclone subtropical. Après avoir fait une boucle horaire autour de cette position, le système est devenu tropical malgré des conditions peu favorables. Le 22 juillet, il a même atteint brièvement le niveau d'ouragan de catégorie 1 en repassant sur le Gulf Stream avant de passer au nord de ce courant chaud et de faiblir rapidement pour devenir post-tropical le 24. Cette tempête a connu l'une des durées de vie les plus longues pour un cyclone tropical jamais enregistrée en juillet (y compris sa phase subtropicale) dans l'Atlantique Nord.

### Explosion à partir d'août

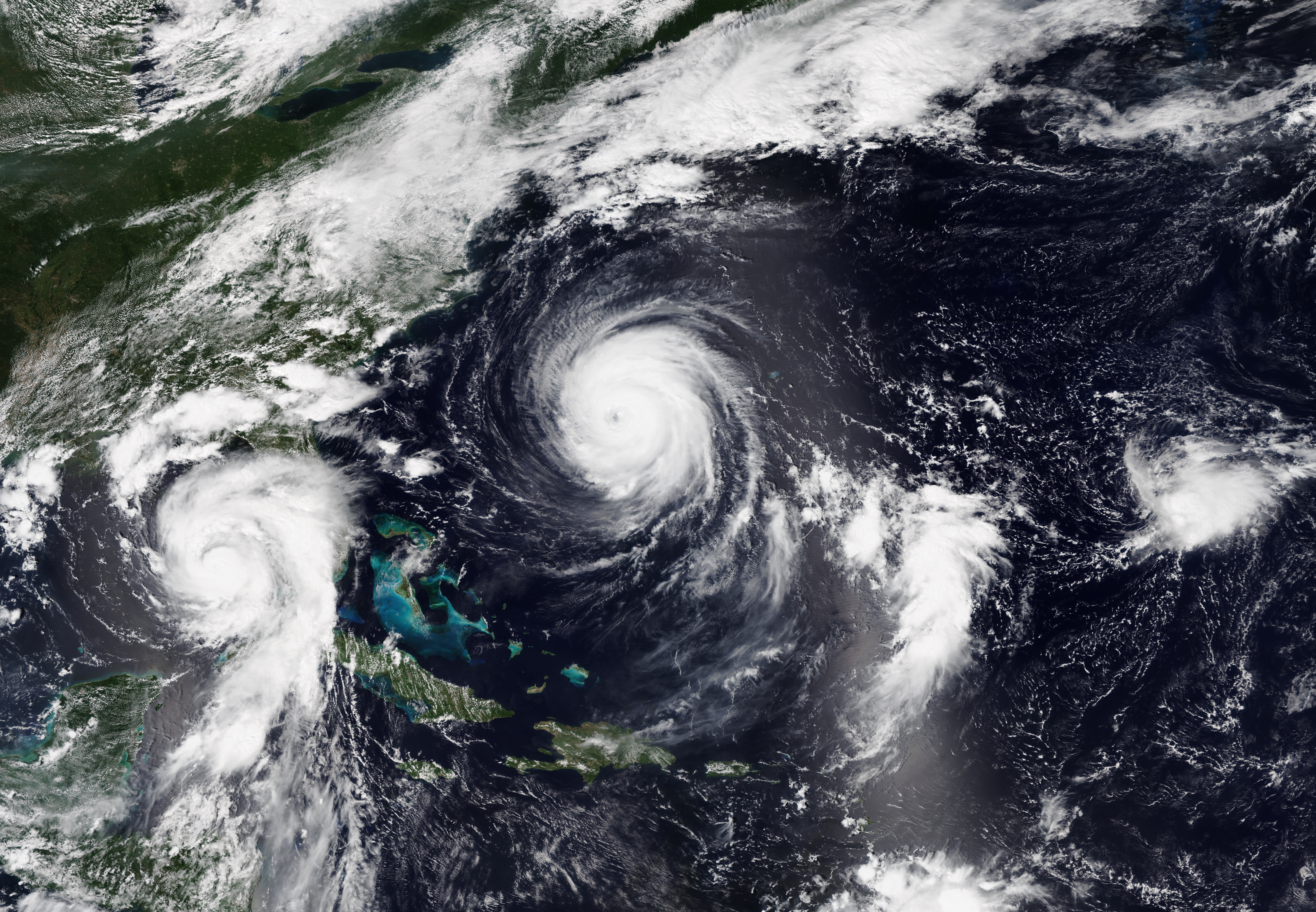
Idalia, Franklin et Onze le 29 août.

Après un autre mois sans activité, une série de tempêtes tropicales se développe en succession rapide à partir du 19 août dans la zone de convergence intertropicale. Il s'agit d'abord de la dépression Six, qui devient deux jours plus tard Gert, puis Emily et Franklin le 20. Harold apparait le 21 dans le golfe du Mexique. Toutes souffrent d'un cisaillement modéré à fort des vents en altitude qui restreint leur développement. Seul des quatre, Franklin finit par s'affanchir de cette contrainte en passant de la mer des Caraïbes à l'Atlantique et devient un ouragan de catégorie 4 en contournant les Bermudes par l'ouest du 28 au 30 août. Il devient ensuite une tempête des latitudes moyennes en passant au sud-est de Terre-Neuve, puis faiblissant en direction de l'Europe.
Pendant ce temps, deux nouveaux systèmes se forment : Idalia le 26 dans le canal du Yucatán, qui devient un ouragan majeur avant de frapper la Floride, et la dépression Onze le 29, qui devient tempête tropicale Jose deux jours plus tard avant d'être absorbé le 2 septembre par l'ex-Franklin. Le 1er septembre, Gert reprend du service au milieu de l'Atlantique mais elle est absorbée par l'ex-Idalia au sud de la Nouvelle-Écosse le 5 septembre. Du 1er au 4 septembre, une autre tempête tropicale, Katia, sévit au large de l'Afrique. Idalia cause plusieurs milliards de dollars US de dommages et au moins 9 morts alors que Katia passe sa vie en mer sans conséquences connues.
La tempête tropicale Lee se forme le 5 septembre à partir d'une onde tropicale sortie de la côte africaine. Grâce à des conditions très favorables, elle devient un ouragan le 6 septembre et le premier ouragan de catégorie 5 de la saison le 8 septembre, bien au large des Petites Antilles. Il remonte ensuite vers le nord et passe à l'ouest des Bermudes à la catégorie 1 le 15 septembre puis atteint les provinces de l'Atlantique du Canada le 16 comme forte tempête post-tropicale avant que ses restes ne traversent l'Atlantique en direction des îles Britanniques. En même temps, l'ouragan Margot reste en mer dans l'Atlantique subtropical et se fait aucun dégât.

Philippe et Rina se croisant le 28 septembre.

Le 15 septembre se forme une nouvelle dépression tropicale au large des îles du Cap-Vert. Elle deviendra la tempête tropicale, puis l'ouragan Nigel, qui remontera vers le nord avant de devenir une forte tempête extratropicale le 22 dans le nord de l'Atlantique nord. Il est suivi de la tempête Ophelia qui touche la côte de la Caroline du Nord et du Mid-Atlantic aux États-Unis du 21 au 24 septembre, donnant beaucoup de pluie mais causant peu de dégâts.
Deux autres tempêtes tropicales, Philippe et Rina, se forment au large des Petites Antilles et entrent en interaction à la fin de septembre. Soumis à un fort cisaillement des vents, ces deux systèmes se sont peu intensifiés et ont suivi des trajectoires que le NHC a eu beaucoup de mal à prévoir. Cependant, Philippe a donné de copieuses quantités de pluie aux îles du nord des îles du Vent au début octobre alors que Rina est passé bien au large et est disparu au milieu de l'Atlantique subtropical le 2 octobre. Philippe a persisté jusqu'au 6 octobre comme tempête tropicale puis est devenu une dépression frontale qui a donné de la pluie aux Bermudes, à la Nouvelle-Angleterre, aux provinces maritimes du Canada et au Québec.

### Fin de saison
La seconde moitié d’octobre a vu le développement de la tempête Sean, de l’ouragan Tammy et de la dépression Vingt-et-un. Le premier et le dernier, ont été des systèmes faibles et de peu de durée alors que Tammy a suivi une trajectoire similaire à Philippe, atteignant la catégorie 2 de l’échelle de Saffir-Simpson et frappant le nord des Petites Antilles. Tammy a eu un hiatus post-tropical de 30 heures du 26 au 27, en approchant des Bermudes, avant de finalement de devenir une dépression résiduelle bien au large le 29 octobre et de se dissiper plus tard.
Par la suite, les conditions ont été de moins en moins favorables. Un système orageux mal organisé dans la mer des Caraïbes a bien été déclaré un cyclone tropical potentiel le 16 novembre, car il menaçait les Grandes Antilles, mais n'a jamais développé un centre et les avis ont été annulés 30 heures plus tard.

## Cyclones tropicaux

### Tempête subtropicale sans nom (Un)
Le 16 janvier, le National Hurricane Center (NHC) a émis un bulletin tropical spécial à propos d'une zone de basse pression, désignée par Invest 90L, centrée à environ 480 km au nord des Bermudes présentant une activité orageuse près de son centre. Ce système était au-dessus de températures de 20 à 21 °C sur le Gulf Stream surmontées d'air froid en altitude, entraînant une forte instabilité atmosphérique. Ce centre était en périphérie d'une tempête synoptique qui a entraîné des chutes de neige dans certaines parties de la côte de la Nouvelle-Angleterre.
Invest 90L a donné des rafales de vent de près de 100 km/h à l'île de Sable en Nouvelle-Écosse dans la nuit du 16 au 17 janvier, tout en se déplaçant vers le nord en direction du détroit de Cabot. Le Service météorologique du Canada a émis des avertissements de vent pour certaines parties de la Nouvelle-Écosse et de Terre-Neuve.
Le 17 à 12 h 45 UTC, le centre a traversé l'extrême est de la Nouvelle-Écosse, près de la forteresse de Louisbourg, tout en faiblissant et avec ses vents les plus forts au large. Bien que des bandes de nuages convectifs furent observées au radar météorologique et sur l'image satellitaire à ce moment, elles se sont totalement dissipées à 18 h UTC. La dépression restante a longé ensuite la côte ouest de Terre-Neuve et le 18 janvier s'est dissipée près de Chevery au Québec,. Aucun dommage lié à la tempête n'a été signalé.
Le 11 mai, après une réanalyse météorologique, le NHC a déterminé que 90L avait été une tempête subtropicale et comptée comme la première tempête de la saison (01L) mais elle n'a pas reçu de nom. Au début juillet, le NHC a émis son rapport sur ce système, spécifiant qu'il est devenu subtropical le 16 janvier vers 12 h UTC et post-tropical le 17 après 18 h UTC.

### Tempête tropicaleArlene
Le 30 mai à 18 h UTC, le NHC a commencé à surveiller une zone d'intérêt dans la partie centrale golfe du Mexique qui avait un faible potentiel de développement tropical. Le 1er juin à 21 h UTC, un premier bulletin a été émis pour une dépression tropicale, baptisée Deux, située à 490 km à l'ouest-nord-ouest de Fort Myers, Floride. Le 2 juin en après-midi, le système a été reclassé tempête tropicale se déplaçant lentement vers le sud à la suite du rapport d'un avion de reconnaissance qui l'a survolé.
Évoluant dans des conditions défavorables causées par un fort cisaillement vents en altitude et une injection d'air sec, Arlene est retombée au niveau de dépression tropicale à 15 h UTC le 3 juin. À 21 h UTC, le NHC l'a déclassé en dépression résiduelle post-tropicale au nord-ouest de Cuba et a cessé ses bulletins. Ses restes ont ensuite traversé les Bahamas le 5 juin, avant de se faire absorber par un système extratropical. 
La pluie d’Arlene est tombée en mer, cependant des orages indirects se sont développés en Floride, donnant de 50 à 150 mm pluie dans le sud de l'État et réduisant la situation de sécheresse qui sévissait. Un maximum de 9,82 pouces (249 mm) a été signalé à Lakeland en Floride et de 8,5 pouces (216 mm) à Cockburn Town aux Bahamas dans des zones très localisées. Aucun dégât ne fut signalé.

### Tempête tropicaleBret
Le 15 juin, le NHC a commencé à suivre une onde tropicale sortant des côtes africaines. Le 19 juin, à la suite de son renforcement, elle est classée dépression tropicale Trois dans un premier bulletin du NHC qui l'a placée au milieu de l'Atlantique tropical,. En fin de journée, elle devient la tempête tropicale Bret se déplaçant alors vers les petites Antilles à la vitesse de 33 km/h. Le 20 juin les premiers bulletins d'avertissement furent émis par le NHC, pour ces îles.
Le centre de Bret a frôlé le nord de la Barbade en après-midi du 22 juin alors que ses vents soutenus étaient de 100 km/h. Il a touché Saint-Vincent-et-les Grenadines en soirée et est passé ensuite dans la mer des Caraïbes tout en faiblissant lentement à cause d'une augmentation du cisaillement des vents en altitude. Lors du passage de la tempête, la Guadeloupe a été placée en vigilance jaune forte pluies-orages et vagues-submersion alors que la Martinique a été mise en vigilance rouge cyclone par le préfet, du 22 juin à 12 h heure locale au 23 juin à 6 h 50 heure locale.
En soirée du 23 juin et la nuit suivante, la tempête est passée au nord des îles ABC, ses nuages de plus en plus désorganisés. Le 24 juin, les données satellites et les observations de surface ont montré que Bret n'avait plus de centre défini en surface mais plutôt la structure d'un creux barométrique. À 21 h UTC, le NHC a donc émis son dernier bulletin alors que les restants du système étaient à 260 km à l'ouest-nord-ouest de la péninsule de Guajira en Colombie.
Vents, pluie et houles allant jusqu'à 4,5 m ont été rapportés sur les Petites Antilles au passage de Bret. À la Martinique, quatre personnes ont été sauvées après le naufrage de leur catamaran pendant la tempête. Sainte-Lucie et Saint-Vincent-et-les Grenadines ont subi des pannes de courant électrique, au moins 130 personnes se sont rendues dans des abris gouvernementaux, une maison a été emportée et plusieurs autres ont été endommagées. À la Barbade, plus d'une douzaine de rapports de dommages ont été reçus. Les aéroports, entreprises, écoles et bureaux ont été fermés à Saint-Vincent, Sainte-Lucie, la Dominique, la Martinique et sur d'autres îles. L'aéroport international d'Hewanorra à Sainte-Lucie a signalé une rafale 111 km/h à 5 h UTC le 23 juin.

### Tempête tropicaleCindy
Le 18 juin, une onde tropicale est sortie de la côte africaine, se dirigeant vers l'ouest. Le 22 juin, le NHC a émis un premier bulletin concernant la dépression tropicale Quatre qui s'est formée dans le centre de l'Atlantique tropical dans le sillage de la tempête Bret. À 3 h UTC le 23, le système est rehaussé à tempête tropicale nommée Cindy alors qu'il était à 1 785 km à l'est des Petites Antilles.
Par la suite la trajection de Cindy s'est incurvée vers le nord-ouest, passant à environ 700 km des Petites Antilles le 24 juin et subissant de plus en plus le cisaillement des vents en altitude. Le 25 juin, le système est devenu très asymétrique avec les vents et les nuages concentrés dans son quadrant nord-est. À 3 h UTC le 26, l'imagerie satellite montrait que le centre de la tempête était libre de convection profonde et qu'il n'y avait plus de circulation fermée à 605 km au nord-est des îles du nord des Petites Antilles. Le NHC a cessé de le considérer comme un système et émis son dernier bulletin à propos de Cindy. Cependant, certains modèles de prévision numérique laissaient une possibilité de régénération et le NHC a gardé ses restes sous surveillance durant quelques jours,.
Étant toujours restée en mer, la tempête Cindy n’a été associée à aucun dégât.

### OuraganDon
Le 7 juillet, le NHC a commencé à surveiller une zone où une dépression pourrait se former à mi-chemin entre les Bermudes et les Açores. Un système désorganisé s'est effectivement formé et il a pris plusieurs jours pour se retrouver dans de meilleures conditions de développement. Le 14 juillet, le NHC a enfin émis son premier bulletin pour la tempête subtropicale Don.
Après s'être déplacé vers le nord dans des conditions très défavorables, soit un apport d'air sec en altitude et un refroidissement de la température de la mer, Don est reclassé dépression subtropicale à 15 h UTC le 16 juillet à 1 835 km à l'ouest des Açores. Sa trajectoire s'est ensuite transformée en une boucle de sens horaire, à cause d'une crête barométrique lui bloquant la route au nord et à l'est, et il est devenu complètement tropical à 15 h UTC le 17 en perdant son caractère frontal. Douze heures plus tard, Don avait repris assez de vigueur et d'organisation pour être reclassé tempête tropicale.
Le 21 juillet à 21 h UTC, Don a recroisé sa trajectoire initiale, un peu mieux organisé, et son intensité a légèrement augmenté tout en poursuivant sa boucle en sens horaire. Le 22 juillet, le système est passé sur le Gulf Stream ce qui lui a permis de s'intensifier encore plus et de développer un œil.
À 21 h UTC, le NHC a reclassé Don en ouragan de catégorie 1 à 775 km au sud-sud-est du cap Race, Terre-Neuve. Ce sursaut d'intensité a été de courte durée car le cyclone est passé la nuit suivante au nord du courant chaud et est retombé à tempête tropicale.
Le 24 à 15 h UTC, le NHC a émis son dernier bulletin pour Don devenu post-tropical à plus de 900 km à l'est du cap Race. La dépression restante, se déplaçant vers l'est-nord-est à 31 km/h, devait être absorbée par une plus intense dépression des latitudes moyennes les jours suivants. Aucun dommage ne fut associé à Don qui se plaçait cependant en 2023 au 5e rang pour les cyclones tropicaux ayant eu la plus longue longévité en juillet dans le bassin de l'Atlantique Nord.

### Tempête tropicaleGert
Le 13 août, le NHC a commencé à surveiller une onde tropicale au large des côtes africaines. À 21 h UTC le 19, le système est devenu officiellement la dépression tropicale nommée Six à 1 375 km à l'est de la partie nord des Petites Antilles. À 4 h UTC le 21, malgré un fort cisaillement des vents qui soufflent ses nuages à l'est du centre, les données satellitaires ont montré que ses vents avaient légèrement augmenté et le système a été reclassé tempête tropicale Gert, se déplaçant lentement vers l'ouest.
À cause du cisaillement, la poussée de Gert n'a pas duré longtemps et à 21 h UTC le 21, le système était retombé à dépression tropicale à 600 km à l'est des Petites Antilles. Le 22 à 15 h UTC, le NHC émet son dernier bulletin pour ce qui est devenu une dépression post-tropicale en dissipation bien au large de toutes terres.
Ses restes ont ensuite stagné à l'est des Petites Antilles pendant quelques jours, avant de remonter vers le nord. Le NHC a recommencé à les suivre le 30 août, pour un faible à moyen potentiel de redéveloppement. À 9 h UTC le 1er septembre, le NHC a émis un nouveau bulletin pour le système, réactivé comme la dépression tropicale Gert à 1 020 km à l'est-sud-est des Bermudes. À 21 h UTC, le système est redevenu une tempête tropicale.
Après s'être intensifié, Gert a commencé à rencontrer des conditions défavorables en se dirigeant vers le nord. À 15 h UTC le 4 septembre, toute convection s'était dissipée et le NHC l'a déclaré une dépression résiduelle à 1 530 km au nord-est des Bermudes. La circulation devait être absorbée par la dépression post-tropicale Idalia le lendemain.

### Tempête tropicaleEmily
Une onde tropicale est sortie de la côte africaine le 15 août. Son organisation a augmenté lentement en traversant l'Atlantique tropical et le 20 août à 15 h UTC, le NHC a émis son premier bulletin pour la tempête tropicale Emily située à plus de 1 600 km à l'ouest-nord-ouest des îles du Cap-Vert.
Subissant un fort cisaillement des vents et une intrusion d'air sec, Emily n'a pu se développer et à 15 h UTC le 21 août est devenue une dépression post-tropicale au milieu de l'Atlantique subtropical. Le NHC a alors cessé ses bulletins et prévoyait que les restes du système seraient absorbés quelques jours plus tard par un creux barométrique mais gardait un œil sur un possible redéveloppement. Malgré qu’Emily est failli se redévelopper, la NHC a arrêté la surveillance sur le système à 23 h 45 UTC, alors qu'elle se faisait absorber par le creux barométrique, à plus de 1 600 km à l'est-nord-est des Bermudes.

### OuraganFranklin
Le 17 août, le NHC a commencé à suivre une onde tropicale s'approchant des Petites Antilles dans la zone de convergence intertropicale. Le 19 août, l'onde traverse ces îles et entre dans la mer des Caraïbes. Le 20 août à 21 h UTC, le NHC émet un premier bulletin concernant l'apparition de la tempête tropicale Franklin, située à 435 km au sud de Porto Rico et qui se dirige vers Hispaniola, grâce au rapport d'un avion de reconnaissance et aux données satellitaires. Porto Rico, Haïti, la République dominicaine ainsi que les îles Turques-et-Caïques ont été ensuite mis en alerte cyclonique.
Le centre et l'organisation de Franklin sont demeurés longtemps mal définis. Il a cependant touché la côte de la République dominicaine à environ 35 km au sud-sud-ouest de Santa Cruz de Barahona à 12 h UTC le 23 août, se dirigeant lentement vers le nord dans les terres. À 21 h UTC, Franklin ressort sur la côte atlantique, juste à l'est de Puerto Plata, affaibli par son passage sur le terrain montagneux d'Hispaniola. Elle se déplace lentement vers le nord-nord-est puis tourne à l'est les jours suivants, toujours affectée par un fort cisaillement des vents en altitude.
Le 26 août à 15 h UTC, avec des vents soutenus à 120 km/h et une pression centrale minimale de 989 mbar Franklin est reclassé en ouragan de catégorie 1, par le NHC, il est situé alors à 995 km au sud des Bermudes. Vingt-quatre heures plus tard, Franklin s'est intensifié en un ouragan de catégorie 2. Le 28 août, l'ouragan a commencé à s'intensifier rapidement et il est devenu un ouragan majeur de catégorie 3 à 9 h UTC, de catégorie 4 à 15 h UTC et une veille de tempête tropicale était émise pour les Bermudes. Franklin a atteint un pic d'intensité ce même soir avec des vents soutenus atteignant 240 km/h et une pression centrale était de 926 hPa à 710 km à l'ouest-sud-ouest des Bermudes.
L'ouragan s'est ensuite affaibli graduellement en contournant l'archipel, passant au plus près à environ 230 km, à la catégorie 2 et tournant au nord-est. Subissant un fort cisaillement des vents, dû au flux en altitude associé à Idalia quittant la côte des Carolines, Franklin a continué de faiblir en se dirigeant vers l'est-nord-est. Pris dans le flux du sud-ouest, le système s'est dirigé vers des eaux plus froides et est devenu post-tropical à plusieurs centaines de kilomètres au sud de Terre-Neuve le 1er septembre. À 21 h UTC, alors qu'il était toujours d'une intensité équivalente à un ouragan de catégorie 1, le NHC a émis son dernier bulletin pour la tempête des latitudes moyennes qui était en accélération vers le nord-est. Elle a absorbé plus tard la tempête tropicale Jose. Le 4 septembre, le NHC a  recommencé à suivre le système frontal qui avait un faible potentiel de redéveloppement subtropical entre le Portugal et les Açores mais qui ne s'est pas matérialisé.
Franklin a donné des pluies torrentielles et des vents forts en République dominicaine, causant des dommages aux bâtiments et infrastructures. Au moins 24 communautés ont perdu le courant électrique, soit près de 350 000 foyers, et 1,6 million supplémentaires ont été privés d'eau potable,. Deux personnes ont été tuées et une autre est portée disparue,. Des inondations ont frappé Saint-Domingue où il est tombé 330,7 mm de pluie. Aux Bermudes, Franklin a forcé l'annulation des vols et environ 300 clients ont perdu le courant. Le Bermuda College a fermé ses portes plus tôt, le service de traversier a été annulé, les événements extérieurs ont été reportés et les plages de la rive sud ont été affectées par le courant d'arrachement.

### Tempête tropicaleHarold
Le 17 août, le NHC a commencé à suivre une perturbation tropicale située sur les îles Turques-et-Caïques. Remontant entre les Bahamas et Cuba, le système est passé au sud de la Floride et est entré dans le golfe du Mexique le 20 août. Le 21 août à 15 h UTC, le NHC émet un premier bulletin pour le cyclone tropical potentiel Neuf qui se dirige vers le Texas, à 21 h UTC, le système est reclassé en dépression tropicale par le NHC.
Le 22 août à 6 h UTC, le système est reclassé en tempête tropicale nommée Harold. À 15 h UTC, elle touche la côte sur Padre Island, Texas, à sa plus grande intensité selon le radar météorologique et les stations météorologiques du secteur. Elle s'enfonce ensuite rapidement dans les terres et redevient une dépression tropicale que le Weather Prediction Center (WPC) prend en charge.
À 3 h UTC le 23, le système traverse la frontière mexicaine près de Laredo, Texas. Après être repassé au Texas dans la région du parc national de Big Bend, Harold est reclassé par le WPC, dans son dernier message, en une dépression résiduelle en dissipation passant près de Fort Davis à 15 h UTC.
Au Texas, Harold a donné plus de 50 mm de pluie en une courte période, causant des crues soudaines locales. Le maximum d'accummulation dans l'État a été de 177 mm, enregistré à Orange Grove. Tout près de là, il est tombé 138 mm à Corpus Christi et 131 mm à Portland. Des rafales de 108 km/h ont été signalé à Loyola Beach, comté de Kleberg, et de 105 km/h à Corpus Christi. Plus de 35 000 clients ont perdu l'électricité dans le sud de l'État. Bien qu'ayant causé quelques dommages, les pluies ont été bénéfiques à certaines régions du sud du Texas frappés d'une sécheresse modérée à grave avant l'arrivée d’Harold.

Au Mexique, la protection civile de l'État de Tamaulipas a signalé que les plus importantes inondations affectèrent les municipalités de Guerrero, Mier, Miguel Alemán et Camargo près de la frontière avec le Texas. À Piedras Negras, Coahuila, il est tombé environ 100 mm de pluie en quelques heures, inondant les rues mais ne causant que des dégâts mineurs. Des arbres affectés par la sécheresse antérieure sont tombés sous les rafales du vent. 

### OuraganIdalia
Le 23 août, le NHC a commencé à suivre une faible zone de basse pression, située près de la côte Pacifique de la république du Salvador, ayant un potentiel développement cyclonique une fois entrée dans la mer des Caraïbes. Une fois arrivée dans la mer des Caraïbes, la zone s'est organisée et le 26 août, le NHC l'a classée comme dépression tropicale Dix alors qu'elle était située dans le canal du Yucatán. Le 27 août à 15 h 15 UTC, le NHC l'a reclassée en tempête tropicale nommée Idalia à la suite du rapport d'un avion de reconnaissance. La Floride et la pointe ouest de Cuba sont mises en alerte cyclonique.
Le 29 août à 6 h UTC, Idalia est entrée dans le golfe du Mexique, se dirigeant vers la Floride tout en se renforçant rapidement. À 9 h UTC, elle est reclassée en ouragan de catégorie 1. Les alertes sont prolongées vers la Géorgie, la Caroline du Sud et la Caroline du Nord. À 21 h UTC, l'ouragan est passé à la catégorie 2 à 310 km au sud-ouest de Tampa. Au cours des heures suivantes, Idalia a continué à s'intensifier passant à la catégorie 3 de l'échelle de Saffir-Simpson à 4 h UTC le 30 août, puis à la catégorie 4 à 9 h UTC à 90 km à l'ouest de Cedar Key en Floride,. Le centre de l'ouragan a touché la côte à 11 h 45 UTC près de Keaton Beach, comté de Taylor, plus faible avec des vents soutenus de 205 km/h de catégorie 3.
En entrant dans les terres, Idalia a faibli rapidement en traversant la région du Big Bend Coast et le sud de la Géorgie pour redevenir une tempête tropicale à 21 h UTC au sud-ouest de Savannah. Poursuivant sa course vers le nord-est, Idalia est entré sur l'Atlantique vers 6 h UTC le 31 le long de la côte nord-est de la Caroline du Sud, entre Georgetown et Myrtle Beach. À 21 h UTC, Idalia est devenu cyclone post-tropical alors qu'un creux frontal l'a rejoint depuis le continent. Cependant, le NHC a continué ses bulletins sur le système qui se dirigeait vers l'est car il était prévu qu’il puisse redevenir tropical plus tard.
La nuit du 1er au 2 septembre, la dépression frontale est passée à environ 65 km au sud des Bermudes où des rafales de 43 nœuds (80 km/h) ont été observées,. Le 2 septembre à 15 h UTC, le NHC a émis un bulletin indiquant qu’Idalia n’était plus prévu de redevenir tropical, alors que le système était situé à environ 150 km à l’est-sud-est dès Bermudes, et son dernier bulletin à 21 h UTC. La tempête des latitudes moyennes devait remonter vers le nord et faiblir ensuite pour affecter les provinces de l'Atlantique du Canada quelques jours plus tard.
Les premières estimations plaçaient les pertes assurées entre 2,2 et 5 milliards $US et 3 morts directs ont été rapportés. Les restes de l'ouragan ont produit des courants d'arrachement dangereux sur la côte est des États-Unis pendant la fin de semaine de la fête du Travail, entraînant 5 autres décès indirects et de nombreux sauvetages. Au moins une personne est morte en dégageant les débris dans les jours qui ont suivi.

### Tempête tropicaleJose
À 18 h UTC le 19 août, le NHC à commencé à suivre une onde tropicale qui venait d'émerger sur l'Atlantique depuis l'Afrique de l'Ouest. L'onde a traversé la zone de développement majeure et est ensuite remontée vers le nord-ouest. Le NHC a cessé de la suivre le 27 août à 12 h UTC par manque de potentiel de développement. Cependant, l'onde s'est rapidement organisée  le 29 août et elle est devenue la dépression tropicale Onze à 15 h UTC à environ 1 400 km à l'est-sud-est des Bermudes. Dérivant vers le nord, la dépression a peu changé mais le NHC l'a rehaussée au niveau de tempête tropicale d'intensité minimale appelée Jose à 9 h UTC le 31 août.
Le lendemain à 3 h UTC, Jose s'est intensifié, avec des vents soutenus de 95 km/h. À 21 h UTC, la tempête était rendue juste à l'est de Franklin devenu post-tropical. À 3 h UTC le 2 septembre, Jose s'est fait absorber par ce dernier, alors qu'il se dirigeait rapidement vers le nord-est.
Ayant passé sa vie en mer, aucun dégât n'est rapporté avec Jose.

### Tempête tropicaleKatia
À 6 h UTC le 29 août, le NHC a commencé à suivre une onde tropicale émergeant de la côte africaine à l'est des îles du Cap-Vert. L'onde s'est progressivement organisée en se dirigeant vers le nord-ouest, puis vers le nord, et elle est devenue la dépression tropicale Douze le 1er septembre à 15 h UTC, à environ 600 km au nord-ouest du Cap-Vert. À 9 h UTC le 2, le NHC a rehaussé le système à tempête tropicale qui a été nommée Katia à environ 935 km au nord-ouest de l'archipel.
Après un bref rehaussement, Katia s'est mis à subir des conditions défavorables et à 3 h UTC le 3 septembre, est retombé à dépression tropicale à 1 570 km au nord-ouest des îles du Cap-Vert. À 21 h UTC le 4, le NHC l'a déclaré une dépression post-tropicale à 1 710 km au nord-ouest de l'archipel. Aucun dommage n'est associé avec ce système.

### OuraganLee
Une onde tropicale est sortie de la côte africaine le 1er septembre 2023 et est passé au sud des îles du Cap-Vert. Elle a traversé d'est en ouest l'Atlantique tropical au cours des jours suivants, développant son organisation. À 15 h UTC le 5 septembre, le NHC a émis son premier bulletin pour la dépression tropicale Treize qui était à 2 300 km à l'est des Petites Antilles. À 21 h UTC, le système est rehaussé à tempête tropicale et nommé Lee.
Vingt-quatre heures plus tard, Lee est devenu un ouragan de catégorie 1 se déplaçant vers l'ouest-nord-ouest à 22 km/h et en développement. À 15 h UTC le 7, le système est rehaussé à la catégorie 2. Après une intensification rapide, Lee est devenu un ouragan majeur quelques heures plus tard et il est passé à la catégorie 5 de l'échelle de Saffir-Simpson à 3 h UTC le 8 septembre avec des vents soutenus de 260 km/h à 1 135 km à l'est des Petites Antilles. Les données d'un avion chasseur de cyclones et les photos satellitaires montraient que l'intensitification de 70 nœuds (130 km/h) en 24 heures était toujours en cours et que l'œil avait un diamètre de 15 milles marins (28 km). Il a atteint sa plus forte intensité à 9 h UTC, avec des vents de 270 km/h et une pression centrale de 926 hPa.
Lee a ensuite faibli avec l'augmentation du cisaillement des vents en altitude pour retomber à la catégorie 3 au cours de la nuit du 8 au 9 septembre,. Il est même redescendu à la catégorie 2 la nuit suivante mais son diamètre a augmenté. Durant la journée du 10, Lee est cependant remonté à la catégorie 3 alors qu'il passait à plus de 400 km au nord des Petites Antilles avec une diminution du cisaillement selon les données satellitaires et in situ.
Après avoir maintenu son intensité un certain temps tout en s'élargissant, il est redescendu à la catégorie 2 le 13 septembre et a commencé à se déplacer plus rapidement pour vers le nord. Le lendemain, Lee, devenu un ouragan de catégorie 1 et il est passé à 3 h UTC le 15 septembre à 270 km à l'ouest des Bermudes. À 9 h UTC le 16 septembre, Lee est passé au nord du Gulf Stream et est devenu un cyclone post-tropical à 365 km au sud-sud-ouest d'Halifax (Nouvelle-Écosse). Ses vents soutenus étaient toujours de 130 km/h avec des rafales plus fortes. Un peu avant 21 h UTC, le centre de la dépression a touché le Canada sur la côte sud-ouest de la Nouvelle-Écosse à l'île Long avant d'entrer dans la baie de Fundy.
Durant la nuit du 16 au 17 septembre, l'ex-Lee a traversé l'isthme de Chignectou au Nouveau-Brunswick, puis l'île-du-Prince-Édouard pour se retrouver dans le golfe du Saint-Laurent au matin. Ses vents soutenus n'étaient plus que de 70 km/h et en diminution. En soirée du 17, elle est passée dans le détroit de Belle-Isle à la pointe nord de Terre-Neuve avant d'entrer sur l'Altantique nord.
Lee a laissé causé des pluies importantes et donné des vents violents aux Bermudes, en Nouvelle-Angleterre et aux provinces de l'Atlantique du Canada. Les autorités rapportent 3 décès, l'un par chute d'arbre dans l'État du Maine, un autre par noyade en Floride où le courant d'arrachement généré par la houle cyclonique à très grande distance du système a emporté un nageur et le dernier, un homme qui s'est noyé quand le bateau où il prenait place s'est renversé dans la même houle,.

### OuraganMargot
Le 3 septembre, le NHC a commencé à surveiller une forte onde tropicale traversant l'Afrique de l'Ouest. Elle est sortie sur l'océan Atlantique deux jours plus tard et avec une vaste zone orageuse désorganisée s'est rapidement formée. La perturbation a commencé à s'organiser rapidement tôt le 7 septembre, peu de temps après avoir traversé les îles du Cap-Vert, et à 15 h UTC le NHC a émis son premier bulletin à propos de la dépression tropicale Quatorze. À 21 h UTC, le NHC rehaussait le système à tempête tropicale nommée Margot.
Le 11 septembre à 21 h UTC, Margot a finalement réussi à atteindre la catégorie 1 des ouragans malgré un cisaillement des vents en altitude. Le système se situait alors dans le centre de l'Altantique subtropical et se dirigeait vers le nord. Le 13, l'ouragan a atteint son maximum d'intensité avec des vents soutenus de 150 km/h et une pression centrale de 970 hPa à 1 300 km à l'ouest-sud-ouest des Açores puis s'est mis à dériver autour de cet endroit.
Le 15 septembre, Margot est retombée au niveau de tempête tropicale. Après avoir complété une boucle dans le sens des aiguilles d'une montre, Margot a perdu toute convection dans des conditions très défavorables et est devenu une dépression résiduelle le 17 septembre. Le NHC a émis son dernier bulletin à 15 h UTC alors que le système en diminution était à 1 430 km à l'ouest des Açores et devait se diriger au sud de l'archipel au cours des jours suivants,.

### OuraganNigel
Le 9 septembre, le NHC a commencé à surveiller une zone dépressionnaire produisant des orages au sud-ouest du Cap-Vert, ainsi qu'une onde tropicale située à l'intérieur des terres près de la côte africaine. Après s'être déplacées sur l'Atlantique tropical, les perturbations ont commencé à fusionner le 12 septembre et le lendemain, la dépression occidentale dominante montrait quelques signes d'organisation.
Le 15 septembre à 15 h UTC, le système a été classé dépression tropicale nommée Quinze. Il était situé à 1 880 km à l'est des Petites Antilles et se déplaçait vers le nord-ouest. Le 16 septembre à 3 h UTC, la dépression a été reclassée en tempête tropicale Nigel.
La nuit du 17 au 18 septembre, la tempête a commencé une intensification pour être reclassé ouragan de catégorie 1 à 9 h UTC. Le 19 à 21 h UTC, le NHC l'a rehaussé à la catégorie 2. Il est cependant retombé à la catégorie 1 dès 15 h UTC le lendemain.
À 21 h UTC le 21, l'image satellite de Nigel a commencé à se dégrader avec l'augmentation du cisaillement des vents du sud-ouest et le déplacement vers des températures de la mer plus fraîches. La couverture orageuse s'est déplacée au nord-est du centre du système ce qui indique qu'il était en train de devenir extratropical. À 9 h UTC le 22 septembre, le NHC a émis son dernier bulletin pour Nigel devenu une puissante tempête frontale à 1 030 km au nord-nord-ouest des Açores et se dirigeant rapidement vers le nord-est.

### Tempête tropicaleOphelia
Dans la nuit du 17 septembre au 18 septembre, à 0 h UTC, le NHC a commencé à suivre une zone dépressionaire non-tropicale prévue de se former la fin de semaine suivante, indiquant qu'elle pourrait acquérir des caractéristiques subtropicales si elle restait au large des côtes américaines. À 18 h UTC le 20 septembre, le NHC a identifié la zone située juste au nord des Bahamas. Le 21 septembre à 15 h UTC, le NHC a commencé à émettre des avis pour le cyclone tropical potentiel Seize, étant donné que le système avait une probabilité de 60 % de devenir une tempête tropicale au cours des 48 heures suivantes et qu'il menaçait l'État américain de la Caroline du Nord pendant cette période. Des alertes de tempête tropicale, allant de la Caroline du Nord au Delaware, ont été émises en même temps.
Le lendemain à 18 h UTC, le système était assez bien organisé pour devenir la tempête tropicale Ophelia à 240 km au sud-est du cap Fear, Caroline du Nord. Se déplaçant vers le nord, il a touché la côte près de Emerald Isle (Caroline du Nord) à 10 h 15 UTC le 23 septembre et la station de Cape Lookout a rapporté des rafales à 117 km/h. Après avoir traversé l'est de la Caroline du Nord, le système est retombé au niveau de dépression tropicale près de Richmond en Virginie à 0 h UTC le 24. Trois heures plus tard, Ophelia avait perdu ses caractéristiques tropicales et les observations terrestres ont démontré la présence d'une zone frontale dans l'est de la Virginie. En conséquence, le NHC l'a déclaré une dépression extratropicale dans son dernier bulletin. Par la suite, le Weather Prediction Center a pris le relais pour le système se dirigeant vers le nord-est et qui est sorti en mer près du Delaware.
L'état d'urgence a été déclaré en Virginie, dans le Maryland et en Caroline du Nord avant l'arrivée de la tempête. Les écoles dans les communautés côtières de ces États ainsi que le parc national du cap Hatteras, le lieu historique national de Fort Raleigh et le mémorial national des frères Wright ont été fermés. Les services de traversiers de la région ont été réduits ou annulés ainsi que les activités extérieures à plusieurs endroits.
Les rafales de vent de la tempête ont atteint jusqu'à 130 km/h à Wrightsville Beach, en Caroline du Nord. Certaines parties de la Caroline du Nord et de la Virginie ont reçu plus de 130 mm de pluie avec un maximum de 9,51 pouces (242 mm) à Greenville (Caroline du Nord),. Des inondations soudaines ont affecté l'intérieur des terres comme à Greenville où plusieurs véhicules avaient été transportés sur des distances importantes et des stationnements entiers ont été inondés. Les pannes de courant ont touché des dizaines de milliers de foyers et d’entreprises dans l’est de la Caroline du Nord et en Virginie surtout à cause des branches d’arbres tombées sur des lignes électriques. L'onde de tempête a causé un surcote de plus de 90 cm le long des côtes de la Caroline du Nord et de la Virginie où de l'eau a recouvert les routes. Des arbres ont également été cassés mais aucune fermeture de route majeure n'était à signaler. Les restes non tropicaux ont aussi donné de fortes pluies jusqu'à Rhode Island alors que Washington DC, Philadelphie et New York qui ont reçu de 50 à 100 mm pluie et qu'un maximum de 190 mm a été signalé à Beach Haven au New Jersey
Cinq personnes, dont trois enfants de 10 ans ou moins, ont été secourus par la Garde côtière américaine d'un catamaran dans la mer agitée à Cape Lookout en Caroline du Nord. Le réassureur Aon a estimé les pertes à 450 million $US.

### Tempête tropicalePhilippe
Le NHC a commencé à suivre une onde tropicale sortie de la côte africaine le 20 septembre. Celle-ci est passée au sud des îles du Cap-Vert, se dirigeant vers l'ouest tout en s'organisant graduellement. Le 23 septembre à 15 h UTC, le NHC a émis son premier bulletin pour la dépression Dix-sept située à près de 1 600 km à l'ouest de l'archipel. Le même jour, 6 heures plus tard, la dépression s'est intensifiée en la tempête tropicale Philippe.
Se déplaçant lentement vers l'ouest-nord-ouest sur des eaux chaudes, le système a été inhibé par un cisaillement modéré à fort des vents en altitude qui a soufflé ses nuages à l'est du centre et empêché tout développement significatif. Tard le soir du 27 septembre, il était rendu à 900 km des îles les plus au nord des Petites Antilles. Le 29 septembre, la tempête tropicale Rina nouvellement formée était à moins de 900 km à l'est de Philippe, les deux affectant le développement et la trajectoire de l'autre.
Par la suite, Philippe a dérivé vers le sud-ouest et sa houle cyclonique a affecté les îles du Vent, les îles Vierges et Porto Rico pouvant causer un courant d'arrachement dangereux le long de leurs plages. Le matin du 1er octobre, il était rendu à 340 km à l'est de la Guadeloupe, ses nuages étaient toujours détachés du centre et pouvaient donner de fortes pluies sur certaines îles. En après-midi, une veille cyclonique a été émise pour Antigua-et-Barbuda. La veille, Météo-France avait déjà mis en vigilance jaune la Martinique et la Guadeloupe,.
Après un nouveau changement de direction vers le nord-ouest, Philippe est passé sur Barbuda vers 22 h UTC le 2 octobre alors que cette île et Antigua étaient en alerte de tempête tropicale. Il est ensuite passé près des îles de Saint-Martin, d'Anguilla et des îles Vierges britanniques avant de tourner vers le nord en direction des Bermudes qui ont été mises en alerte cyclonique. Les jours suivants, il a rencontré une zone frontale et est devenu un cyclone post-tropical en mi-journée le 6 octobre, juste avant d'atteindre l'archipel. Le système a fusionné avec une tempête frontale qui a poursuivi son chemin vers le nord, affectant les Bermudes ainsi que le nord-est du Canada et des États-Unis.
La pluie a causé des inondations dans plusieurs communes de la Guadeloupe, qui était en vigilance rouge, alors qu'il est tombé 373 mm à Vieux-Fort, 234 mm à Baillif, 200 mm à Saint-Claude et 300 mm aux Saintes la nuit du 2 au 3 octobre Une houle de 1,70 m a été rapporté à Malendure. Toutes les écoles ont été fermées, la circulation sur les routes a été perturbée par des éboulements, des chutes d'arbres ou des inondations. De même, les inondations et les coupures de courant électrique ont affecté Anguilla, Antigua-et-Barbuda, la Dominique, la Martinique, Saint-Barthélemy et Saint-Martin,,. L'ex-Philippe a donné beaucoup de pluie dans le Maine (États-Unis) et l'est du Canada, causant des inondations locales.

### Tempête tropicaleRina
Le NHC a commencé à suivre une onde tropicale sortie de la côte africaine le 23 septembre. Celle-ci a traversé l'Atlantique tropical d'est en ouest, tout en augmentant son organisation et développant une zone de basse pression en surface. Le 28 septembre à 15 h UTC, le NHC a jugé que le système était devenu la tempête tropicale Rina à près de 1 900 km à l'est des Petites Antilles. Ce nouveau système était relativement proche de Philippe, les deux pouvant entrer en interaction et limiter le développement l'un de l'autre.
Par la suite, Rina a accéléré vers le nord-ouest mais a continué de subir un fort cisaillement des vents et une injection d'air sec de telle façon que le NHC a dû la déclasser en dépression tropicale à 21 h UTC le 1er octobre alors qu'elle était à environ 1 200 km au nord-est des îles Vierges. À 3 h UTC le 2, elle a été déclarée dépression résiduelle en dissipation se dirigeant vers le nord et le NHC a cessé ses bulletins. Ses restes ont été absorbés par une dépression frontale passant sur l'Atlantique nord.
N'ayant touché aucune terre, aucun dommage ou décès n'ont été rapportés.

### Tempête tropicaleSean
Le NHC a commencé à suivre une onde tropicale sortie de la côte africaine le 6 octobre. Elle s'est dirigée vers l'ouest, passant bien au sud des îles du Cap-Vert tout en s'organisant. À 3 h UTC le 11, le système a été déclaré dépression tropicale Dix-neuf à plus de 1 100 km au sud-ouest de l'archipel. Six heures plus tard, le système est rehaussé à tempête tropicale appelée Sean. Luttant contre un fort cisaillement, Sean a eu des problèmes à rester organisé et, le 12 octobre de 3 h à 15 h UTC, il est retombé temporairement au niveau de dépression tropicale, avant de repasser au niveau de tempête tropicale.
Se dégradant toujours, Sean a été à nouveau déclassé à dépression tropicale à 15 h UTC le 14 octobre, à mi-chemin entre les Petites Antilles et les îles du Cap-Vert. À 3 h UTC le 16, le NHC a émis son dernier bulletin pour la dépression devenue résiduelle à un peu plus de 1 400 km à l'est du nord des Petites Antilles.

### OuraganTammy
Le NHC a commencé à suivre une onde tropicale sortie de la côte africaine le 11 octobre. Elle s'est dirigée vers l'ouest, passant bien au sud des îles du Cap-Vert tout en s'organisant. À 21 h UTC le 18, le système a été déclaré tempête tropicale Tammy à environ 1 000 km à l'est des Petites Antilles, les îles de la Barbade à la Guadeloupe étant mis en veille cyclonique par le NHC. Le même jour la Guadeloupe est placée en « vigilance jaune cyclone » par Météo-France. Le 19 octobre, la veille a rapidement été allongée jusqu'aux îles Vierges, puis rehaussée à veille d'ouragan pour certaines îles, dont la Guadeloupe qui a été mise en « vigilance orange cyclone » par Météo-France.
Le 20 octobre à 15 h UTC, à la suite du rapport d'un avion de reconnaissance et des images du radar météorologique de la Barbade, le NHC a déclaré que Tammy était devenu un ouragan de catégorie 1 à 265 km à l'est-sud-est de la Martinique, transformant les veilles d'ouragans en avertissement pour les îles de la Guadeloupe et au nord. Durant la nuit suivante et le matin du 21, le centre de Tammy est passé lentement juste au large de la Martinique et de la Dominique, ses nuages et ses vents les plus forts étant plutôt du côté est à cause du cisaillement des vents en altitude. En même temps, la Guadeloupe a été placée en « vigilance violet », et la population invitée à rester à la maison, alors que Saint-Martin et Saint-Barthélémy sont mis en « alerte orange ». En mi-journée, l'ouragan est passé sur La Désirade et en soirée sur Barbuda où il y a eu un rapport non officiel d'un
vent soutenu de 78 nœuds (144 km/h),.
Le 22 octobre au matin, Tammy a quitté les îles les plus au nord des îles du Vent. Cependant, il a trainé derrière lui une bande d'averses et d'orages qui ont donné de fortes pluies sur l'arc antillais. Sa trajectoire ayant tourné vers le nord puis le nord-est, il s'est intensifié et est devenu un ouragan de catégorie 2 à 870 km au sud-sud-est est de Bermudes tôt le matin du 25 octobre. Sous l'influence du cisaillement d'un creux frontal, Tammy  est retombé à la catégorie 1 en soirée et est devenu post-tropical la nuit du 25 au 26 octobre à 640 km à l'est des Bermudes.
Tôt le matin du 27 octobre, l'ex-Tammy s'est approché à environ 300 km des Bermudes. À 15 h UTC, Tammy s'est détaché du front et le NHC a alors déclaré que le système était redevenu une tempête tropicale. Sous un fort cisaillement de l'ouest, la tempête tropicale s'est ensuite éloignée vers l'est tout en faiblissant. Finalement à 9 h UTC le 29 octobre, le système était tellement détérioré que le NHC a redéclaré le système post-tropical à plus de 1 000 km à l'est des Bermudes.
Tammy a causé des inondations et des dégâts par le vent dans les îles du Vent, en particulier en Guadeloupe et à Antigua-et-Barbuda, sans causer de pertes de vie.

### Dépression tropicaleVingt-et-un
Le 20 octobre, une vaste zone dépressionnaire s'est développée sur l'extrême sud-ouest de la mer des Caraïbes. Alors que la perturbation se déplaçait lentement vers la côte du Nicaragua le 23 octobre, sa circulation de surface est devenue plus définie avec l'activité orageuse plus intense et organisée, entraînant la formation de la dépression tropicale Vingt-et-un en après-midi.
Le système est entré sur le Nicaragua dans le secteur de Laguna de Perlas la nuit suivante, donnant de fortes pluies,. À 15 h UTC le 24, le NHC a cessé ses bulletins à la suite de la dissipation de la dépression à 210 km au nord-nord-ouest de Bluefields. Les pluies ont affecté le Nicaragua, le Costa-Rica et le Honduras mais leurs effets n'ont pas été signalés

### Cyclone tropical potentielVingt-deux
Dès le 9 novembre, les simulations numériques prévoyaient la possibilité de développement d'un système tropical dans la mer des Caraïbes la semaine suivante et le NHC a commencé à l'indiquer dans ses aperçus. La position et le jour de développement sont restés incertains les sept jours suivants, bien qu'une zone orageuse se soit développée.
Le 16 novembre à 21 h UTC, le NHC a commencé à émettre des bulletins pour le cyclone tropical potentiel Vingt-deux dont le centre non défini était à environ 590 km à l'ouest sud-ouest de Kingston (Jamaïque). Le système ne s'est cependant jamais vraiment assez organisé à cause du cisaillement des vents et le dernier bulletin a été émis à 3 h UTC le 18 après qu'il eut traversé la Jamaïque et atteint le sud de Cuba. Une veille de tempête tropicale émise pour Haïti, la Jamaïque et les îles Turques-et-Caïques, ainsi que le sud de Cuba et des Bahamas, a été annulée au dernier bulletin. Cependant, des pluies torrentielles ont continué de les affecter quelque temps.
Bien que la cyclogénèse tropicale n'ait pas abouti, la perturbation a donné des pluies torrentielles sous orage depuis le sud-est de l'Amérique centrale jusqu'aux Grandes Antilles. En Jamaïque, 24 personnes ont dû être secourues dans le sud-est et 14 000 clients ont perdu l'électricité sur l'île. En Haïti, deux personnes se sont noyées dans les inondations. De fortes pluies ont également affecté la République dominicaine, laissant jusqu'à 284 mm d'accumulation en 24 heures dans la province de San Cristóbal et les autorités ont rapporté 21 décès,. Selon l'AON, un total de 32 décès ont été causés par le système dans les Caraïbes et les dommages se sont élevés à 605 millions $US de 2023.